# Боржковский, Валериан Васильевич
Валериан Васильевич Боржковский (1846—1919) — этнограф, археолог, краевед, общественный и политический деятель.

## Биография
Родился в селе Мизяков (ныне Калиновского района Виницкой области) в семье священника. Учился в Шаргородском духовном училище и в Каменец-Подольской духовной семинарии (1880—1882), из которой был исключен за принадлежность к народнической организации «Подольская дружина». Окончил Одесскую духовную семинарию. Работал в Бессарабии, Галиции, Енисейской губернии. С 1902 года развернул научную и общественную деятельность. Осуществлял исторические и этнографические исследования, изучал социально-бытовые и культурные явления подольского села. Печатался в «Киевской старине», «Материалах к украинской этнологии НОШ», «Экономической жизни Подолии».
Член ложи в Виннице, входившей в союз ВВНР. В 1917 году — комиссар Временного правительства в городе Винница. Во время гражданской войны на Украине 1917—1921 годов расстрелян большевиками.

## Сочинения
- Старый город. Винница, 1911.